# Douglas R. Stringfellow
Douglas R. Stringfellow, född 24 september 1922 i Draper i Utah, död 19 oktober 1966 i Long Beach i Kalifornien, var en amerikansk republikansk politiker. Han var ledamot av USA:s representanthus 1953–1955.
Stringfellow studerade vid Weber College, Ohio State University och University of Cincinnati. Han tjänstgjorde i andra världskriget 1942–1945. År 1953 efterträdde han Walter K. Granger som kongressledamot och efterträddes 1955 av Henry Aldous Dixon.
Stringfellows politiska karriär tog ett abrupt slut efter att det uppdagades att han hade överdrivit sina bedrifter i andra världskriget. I en opublicerad självbiografi skrev Stringfellow efter skandalen att han själv hade trott på sina lögner. Eftersom han skämdes så mycket för att han inte hade kunnat skilja vad som hade varit sant från vad som hade varit osant, föredrog han att framhäva att han hade varit medveten om att han ljög om sin bakgrund.